# とどかぬ想い〜Welcome to the Edge〜
とどかぬ想い〜Welcome to the Edge〜は1991年にポニーキャニオンより発売されたビリー・ヒューズの楽曲。
ログザンヌ・シーマン、ビリー・ヒューズ、ドミニック・メッシンガーによって作詞、作曲された。

## 解説
当初、「Welcome To The Edge」(ウェルカム・トゥ・ジ・エッジ)はアメリカのソープオペラ『Santa Barbara』の劇中で使用され、1990年にWinkの８枚目のシングル、「夜にはぐれて 〜Where Were You Last Night〜」のカップリング曲「想い出までそばにいて 〜Welcome To The Edge〜」として楽曲提供されている。
1991年に作曲・作詞者の一人、ビリー・ヒューズが同曲をセルフカバーし、日本のポニーキャニオンからシングルCD「とどかぬ想い〜Welcome To The Edge〜」としてリリース。同曲はフジテレビ系TVドラマ『もう誰も愛さない』のエンディング･テーマに起用された。なお、このセルフカバーバージョンは前述したWinkバージョンの門倉聡によるアレンジ（ビリー・ヒューズ版の編曲クレジットも門倉聡名義となっている）がベースとなっているが、元ミッシング・パーソンズのチャック・ワイルド（キーボード、プログラミング）と、イエスの『結晶』への参加で知られるセッションギタリストのジミー・ホーン（ギター）によって改めて演奏されたものである。

## チャート成績
- 日本のオリコン洋楽シングルチャートでは1991年5月27日付から12週連続1位を獲得し、1991年の年間チャートで1位となった[4]。
- 1992年度日本ゴールドディスク大賞・ソング・オブ・ザ・イヤー受賞。 (グランプリ・シングル賞)[5][6]
- テレビ番組 "Santa Barbara" で使用され、エミー賞の最高オリジナル曲賞にノミネートされた。

## カバー・収録アルバム
- Wink
- The Nolans
- 山本実枝
- BON CHIC
- Bill Champlin
- Jennifer
- Crystal Poem Orchestra
- Mr. Zivago
- 西脇睦宏
- Fuji TV television themes
- Wink リミックスアルバム "Jam The Wink"
- ポニーキャニオン "Love Stories"
- Wink アルバム "Diamond Box"
- "The Best Hits of TV"
- "Climax Overseas - Dramatic Songs" ソニーミュージックジャパン[7]
- "Now 90's Best" ユニバーサルミュージック[8]
- Jennifer 2010 Remix EP
- The Nolans The Best Hits 17